# Sucy-en-Brie
Sucy-en-Brie là một xã ở ngoại ô phía đông nam của Paris, Pháp. Nó nằm cách 15,4 km (9,6 mi) tình từ trung tâm của Paris.

## Thành phố kết nghĩa
Camberley, Surrey, Anh.